# Gloeospermum blakeanum
Gloeospermum blakeanum là một loài thực vật có hoa trong họ Hoa tím. Loài này được (Standl.) Hekking mô tả khoa học đầu tiên năm 1979.